# بول ۱۷۷۳۴
سیارک ۱۷۷۳۴ (به انگلیسی: 17734 Boole، نامگذاری:1998BW3) هفده هزار و هفتصد و سی و چهارمین سیارک کشف شده‌است که در ۲۲ ژانویه ۱۹۹۸ کشف شد.
قدر مطلق سیارک برابر ۱۵٫۷۰ است.